# Nuxia floribunda
Nuxia floribunda
Espèce
Classification APG IV (2016)
Synonymes
- Lachnopylis floribunda   (Benth.) C.A.Sm  (1930)
- Lachnopylis polyantha  (Gilg) C.A.Sm.  (1930)
- Nuxia floribunda var.  holstii   Gilg   		(1894)
- Nuxia holstii   (Gilg) Gilg 		(1895)
- Nuxia polyantha  Gilg  				(1901)
- Nuxia usambarensis   Gilg 		(1894)
- Nuxia volkensii  Gilg        (1895)  [1]

Nuxia floribunda est une espèce d'arbre appartenant à la famille des Stilbaceae, natif du sud de l'Afrique.

## Description
Il mesure généralement entre 3 et 10 mètres de haut, mais il peut atteindre 25 mètres. Il a un tronc tordu, une écorce rugueuse et écorchée , une couronne arrondie. De grandes panicules de fleurs blanches à crème parfumées sont produites de l'automne au printemps.

## Distribution
L'aire de répartition naturelle de cette espèce va du Sud-ouest de l'Ouganda, en passant par le Mozambique et le Zimbabwe, jusqu'à  l'Afrique du Sud. C'est un arbuste ou un arbre qui pousse principalement dans le biome subtropical,.

## Taxonomie
Nuxia floribunda a été décrite par George Bentham, et publié sur « Companion to the Botanical Magazine » 2: 59, dans l'année 1836 .
Synonymie

- Lachnopylis polyantha (Gilg) C.A.Sm.
- Lachnopylis polyantha (Gilg) C.A.Sm.
- Nuxia floribunda var. holstii Gilg
- Nuxia holstii (Gilg) Gilg
- Nuxia polyantha       Gilg
- Nuxia usambarensis Gilg
- Nuxia volkensii Gilg [5]